# Boutigny-Prouais
Boutigny-Prouais is een gemeente in het Franse departement Eure-et-Loir (regio Centre-Val de Loire). De plaats maakt deel uit van het arrondissement Dreux. Boutigny-Prouais telde op 1 januari 2022 1.708 inwoners.

## Geografie
De oppervlakte van Boutigny-Prouais bedroeg op 1 januari 2022 32,5 vierkante kilometer; de bevolkingsdichtheid was toen 52,6 inwoners per km².

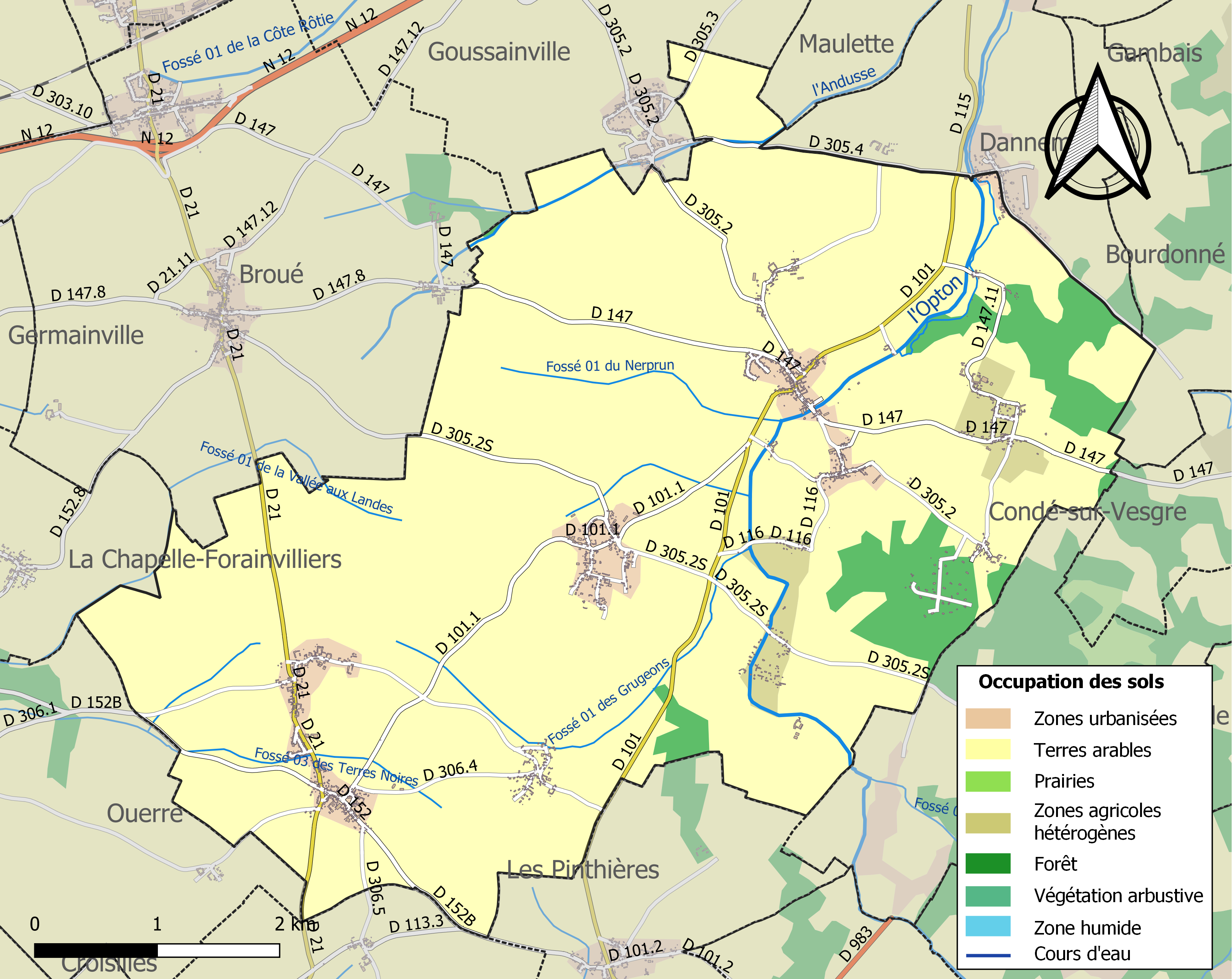
Kaart van de gemeente met belangrijkste infrastructuur, bodemgebruik en omliggende gemeenten

## Demografie
Onderstaande figuur toont het verloop van het inwonertal (bron: INSEE-tellingen).